# Paraphasma maculatum
Paraphasma maculatum är en insektsart som först beskrevs av Gray, G.R. 1835.  Paraphasma maculatum ingår i släktet Paraphasma och familjen Pseudophasmatidae. Inga underarter finns listade i Catalogue of Life.